# Шаркі (округ, Міссісіпі)
Шаблон:StateAbbr_ 32°53′ пн. ш. 90°49′ зх. д. / 32.88° пн. ш. 90.81° зх. д.
Округ  Шаркі (англ. Sharkey County) — округ (графство) у штаті Міссісіпі, США. Ідентифікатор округу 28125.

## Історія
Округ утворений 1876 року.

## Демографія
За даними перепису 
2000 року 
загальне населення округу становило 6580 осіб, усе сільське.
Серед мешканців округу чоловіків було 3093, а жінок — 3487. В окрузі було 2163 домогосподарства, 1589 родин, які мешкали в 2416 будинках.
Середній розмір родини становив 3,56.
Віковий розподіл населення поданий у таблиці:
| Стать    | До 15 років | 15-21 | 22-29 | 30-39 | 40-49 | 50-65 | 65-85 | Понад 85 |
| -------- | ----------- | ----- | ----- | ----- | ----- | ----- | ----- | -------- |
| Чоловіки | 883         | 422   | 303   | 336   | 443   | 437   | 236   | 33       |
| Жінки    | 871         | 397   | 356   | 424   | 529   | 434   | 386   | 90       |

## Суміжні округи
- Вашингтон — північ
- Гамфріс — північний схід
- Язу — схід
- Іссаквена — південний захід

## Виноски
1. ↑  U.S. Decennial Census. United States Census Bureau. Архів оригіналу за 12 травня 2015. Процитовано 7 листопада 2014.
2. ↑  Historical Census Browser. University of Virginia Library. Архів оригіналу за 11 серпня 2012. Процитовано 7 листопада 2014.
3. ↑  Population of Counties by Decennial Census: 1900 to 1990. United States Census Bureau. Архів оригіналу за 28 грудня 2014. Процитовано 7 листопада 2014.
4. ↑  Census 2000 PHC-T-4. Ranking Tables for Counties: 1990 and 2000 (PDF). United States Census Bureau. Архів оригіналу (PDF) за 18 грудня 2014. Процитовано 7 листопада 2014.
5. ↑  State & County QuickFacts. United States Census Bureau. Архів оригіналу за 18 липня 2011. Процитовано 5 вересня 2013. [Архівовано 2011-06-07 у Wayback Machine.](англ.) Наведено за англійською вікіпедією.
6. ↑  American FactFinder. Бюро перепису населення США. Архів оригіналу за 26 лютого 2012. Процитовано 31 січня 2008. [Архівовано 2008-05-21 у Wayback Machine.]

| США | Це незавершена стаття з географії США. Ви можете допомогти проєкту, виправивши або дописавши її. |